# Arn: Tempelriddaren
Arn: Tempelriddaren (en inglés: "Arn: The Knight Templar"), es una película sueca estrenada el 25 de diciembre de 2007 dirigida por Peter Flinth. Basada en el personaje literario de Arn Magnusson de las novelas del escritor sueco Jan Guillou.
La película fue narrada por el actor sueco Per Myrberg.
Es la primera entrega de la trilogía de Arn y fue sucedida por Arn: Riket vid vägens slut en (2008) y por la miniserie Arn en (2010).

## Sinopsis
Arn Magnusson es un joven noble nacido en el año 1150, en la finca de Aranäs en Gotland Occidental, al oeste de Suecia. Mientras crece en un monasterio Arn es educado entre los libros, las armas y las destrezas propias de la lucha, como el arco, la espada y los caballos, habilidades que pronto domina con excelencia, gracias a su maestro el hermano Guilbert, un caballero templario.
Cuando regresa con su familia Arn conoce a Cecilia Algotsdotter, de quien se enamora, sin embargo cuando son descubiertos manteniendo relaciones extramatrimoniales (algo inconcebible para la época), son excomulgados y castigados a pasar una penitencia de 20 años. Cecilia es enviada a un monasterio, mientras que Arn es convertido en un caballero templario y enviado a luchar en las guerras de las cruzada. Ambos deberán luchar y así reencontrarse nuevamente.

## Personajes

### Personajes principales
| Actor                 | Personaje                                       | Notas                    |
| --------------------- | ----------------------------------------------- | ------------------------ |
| Joakim Nätterqvist    | Arn Magnusson                                   | Caballero Templario      |
| Sofia Helin           | Cecilia Algotsdotter (Cecilia Rosa)             | -                        |
| Stellan Skarsgård     | Birger Brosa                                    | -                        |
| Michael Nyqvist       | Magnus Folkesson                                | -                        |
| Morgan Alling         | Eskil Magnusson                                 | -                        |
| Gustaf Skarsgård      | Knut I de Suecia                                | -                        |
| Fanny Risberg         | Cecilia Johansdotter de Suecia (Cecilia Blanka) | -                        |
| Vincent Pérez         | Hermano Guilbert                                | -                        |
| Jørgen Langhelle      | Erik IX Jedvardsson de Suecia                   | -                        |
| Svante Martin         | Rey Karl VII Sverkersson de Suecia              | -                        |
| Julia Dufvenius       | Helena Sverkerdotter de Suecia                  | -                        |
| Nicholas Boulton      | Gérard de Ridefort                              | Gran Maestre de la Orden |
| Thomas W. Gabrielsson | Emund Ulvbane                                   | -                        |
| Milind Soman          | Saladin                                         | -                        |
| Steven Waddington     | Arnaldo de Torroja                              | -                        |
| Bibi Andersson        | Madre Rikissa                                   | -                        |

### Personajes secundarios
| Actor                    | Personaje                                             | Notas   |
| ------------------------ | ----------------------------------------------------- | ------- |
| Alex Wyndham             | Armand De Gascogne                                    | Soldado |
| Frank Sieckel            | Sigfried De Turenne                                   | -       |
| Driss Roukhe             | Fakhr                                                 | -       |
| Simon Callow             | Padre Henry                                           | -       |
| Sven-Bertil Taube        | Obispo Bengt                                          | -       |
| Donald Högberg           | Algot Pålsson                                         | -       |
| Lina Englund             | Katarina Algotsdotter                                 | -       |
| Charlotta Larsson        | Dorotea Röriksdotter                                  | -       |
| Elise Pärnänen           | Alde                                                  | -       |
| Mirja Turestedt          | Sigrid                                                | -       |
| Bisse Unger Noa Samenius | Arn Magnusson (a los 12 años) Arn Magnusson (de niño) | -       |
| Douglas Johansson        | Hermano Stefan                                        | -       |
| Annika Hallin            | Hermana Leonore                                       | -       |
| Christian Fiedler        | Karle                                                 | -       |
| Robert Sjöblom           | Hird Sven                                             | -       |
| Bo Wettergren            | Hird Svante                                           | -       |
| Josefin Ljungman         | Gunvor                                                | -       |
| Nicklas Gustavsson       | Gunnar                                                | -       |
| Karl Oscar Törnros       | Joar                                                  | -       |
| Ingmar Svensson          | Sacerdote                                             | -       |
| Tomas Bolme              | Decano                                                | -       |
| Mikael Hansson           | -                                                     | -       |

## Premios y nominaciones
| Año  | Categoría           | Premio                  | Nominado      | Resultado |
| ---- | ------------------- | ----------------------- | ------------- | --------- |
| 2008 | -                   | Audience Award          | Peter Flinth  | Ganador   |
| 2008 | Best Costume Design | Guldbagge Award         | Kicki Ilander | Nominado  |
| 2007 | Stunt Coordination  | Jury Specialbagge Award | Kimmo Rajala  | Ganador   |

## Producción
La película fue dirigida por Peter Flinth, escrita por Hans Gunnarsson basado en la novela del escritor sueco Jan Guillou.
Producida por Waldemar Bergendahl, Leif Mohlin (de Suecia), Jan Marnell y Hans Lönnerheden (de Marruecos), en coproducción con Hege Astrup (de "SF Norge AS"), Ditte Christiansen y Ingolf Gabold (de "Danmarks Radio"), Tomas Eskilsson (de "Film 1 Väst"), Mark Foligno y Steve Milne (de "Molinare)", Jarkko Hentula (de "Juonifilmi Oy"), Åsa Sjöberg (de "TV4 AB"), Karoline Leth y Nina Lyng (de "SF Film Production"), Alistair MacLean-Clark, Anthony Nutley y Colin Nutley (de "Sheba Productions"), Gábor Pasztor y Bo Persson (de "Europa Sound"), Helena Sandmaek-Onsum (de "Dafsljus Film Equipment AB") y por Julia Münterfering y Thomas Weymar (de "Telepool GmbH"), en apoyo con el productor ejecutivo Johan Mardell. Junto a ellos el productor de posproducción Peter Bengtsson y los productores de línea Laura Julian de Marruecos y Maritha Norstedt de Escocia.
La música estuvo a cargo de Tuomas Kantelinen, mientras que la edición estuvo en manos de Eric Kress.
La edición de la película fue realizada por Søren B. Ebbe, Morten Højbjerg y Anders Villadsen.
Bryan Barter prestó su voz para la versión en inglés del personaje de Ebbe Sunesson, mientras que Monique Carmona lo hizo para el personaje de Cecilia Blanka.
La película fue estrenada el 25 de diciembre del 2007 con una duración de 2 horas con 8 minutos.
Filmada en Erfoud, Marruecos; en Dunfermline, Fife, en Lothian y en Edinburgh, Escocia, Reino Unido, en Lidköping y Trollhättan, provincia de Västra Götaland, Suecia.
La película contó con la participación de las compañías productoras con "AMC Pictures", "Molinare Studio", "Svensk Filmindustri (SF)" y "Sandline Production" de Marruecos, en coproducción con "Arion Communications Ltd.", "Dagsljus Filmequipment", "Danmarks Radio (DR)", "Europa Film Sound Production", "Film Väst", "Juonifilmi", "SF Norge A/S", "Sheba Films", TV2 Norge", "TV4 Sweden", "Telepool", "Tju-Bang Film", "Yleisradio (YLE)". 
Otras compañías que participaron en la película fueron "Soundchef Studios", Panorama film & teatereffekter, Effektstudion, Filmgate, Artem, Cinesite, A.R.D.A., Actors Agency of Sweden, Air Studios & Angel Studios, Albion Swords, Arion Facilities , Blue Cable Music och Nixongs, Camera Obscura, Cosmos Studios, Dagsljus, Det Danske Filminstitut, Dockhus Trollhättan, Eurimages, Europa Film Sound Production, Glenwood Place Studios, MEDIA Programme of the European Union, Masters of Audio, Media Insurance Brokers, Merete Vold Casting, Molinare Studio, Nordisk Film- & TV-Fond, Panorama Agency, Rubom Design, SF International Film Sales, SpringHill Entertainment, Studio Hamburg Produktion Hannover, Stylewar Co, Suomen Elokuvasäätiö, Svenska Filminstitutet (SFI), United Casting y Zorg.
La película fue distribuida en el 2007 por "Svensk Filmindustri (SF)" en Suecia en cine, en el 2008 por "FS Film Oy" en Finlandia en los cines, por "Cinemax" en Rusia, por "Front Row Filmed Entertainment" en los Emiratos Árabes Unidos y por "Svensk Filmindustri (SF)" en Suecia en DVD, en el 2010 por "Entertainment One" en Estados Unidos en DVD, finalmente en el 2011 y el 2012 se distribuyó por "Dutch FilmWorks (DFW)" en los Países Bajos en DVD.

### Emisión en otros países
| País                   | Título                                                    | Fecha de Estreno                |
| ---------------------- | --------------------------------------------------------- | ------------------------------- |
| Alemania               | Arn - Der Kreuzritter Arn - Der Tempelritter (televisión) | 20 de febrero de 2008 (DVD)     |
| Australia              | -                                                         | 25 de febrero de 2010 (Blu-ray) |
| Bulgaria               | Рицарят тамплиер                                          | 23 de enero de 2008             |
| Brasil                 | Arn: O Cavaleiro Templário                                | 24 de junio de 2009 (DVD)       |
| Dinamarca              | Arn - Tempelridderen                                      | 11 de enero de 2008             |
| Emiratos Árabes Unidos | -                                                         | 12 de marzo de 2009             |
| Egipto                 | -                                                         | 21 de octubre de 2009           |
| España                 | Arn: El caballero templario                               | -                               |
| Estados Unidos         | -                                                         | abril de 2009                   |
| Finlandia              | Arn - Temppeliritari                                      | 22 de enero de 2008             |
| Francia                | Arn, chevalier du temple                                  | 29 de junio de 2009             |
| Grecia                 | Arn, o ippotis                                            | -                               |
| Hungría                | Arn, a templomos lovag                                    | -                               |
| Islandia               | -                                                         | 20 de marzo de 2009             |
| Italia                 | Arn - L'ultimo Cavaliere                                  | -                               |
| Kuwait                 | -                                                         | 4 de junio de 2009              |
| Países Bajos           | The Crusader                                              | 27 de diciembre de 2011 (DVD)   |
| Noruega                | Arn - Tempelridderen                                      | 26 de diciembre de 2007         |
| Polonia                | Rycerz templariuszy Templariusze: Milosc i krew           | 25 de diciembre de 2009         |
| Portugal               | O Cavaleiro Templário                                     | -                               |
| Rusia                  | Арн: Рыцарь-тамплиер                                      | -                               |
| Serbia                 | Arn: Vitez templar                                        | -                               |